# Леовежильдо Жуніор
Леовежильдо Жуніор (порт. Leovegildo Júnior, нар. 29 червня 1954, Жуан-Песоа) — бразильський футболіст, захисник, півзахисник.
Рекордсмен клубу «Фламенго» за кількістю проведених матчів — 857 ігор, разом з неофіційними турнірами — 877 ігор. Входить до списку ФІФА 100.

## Клубна кар'єра

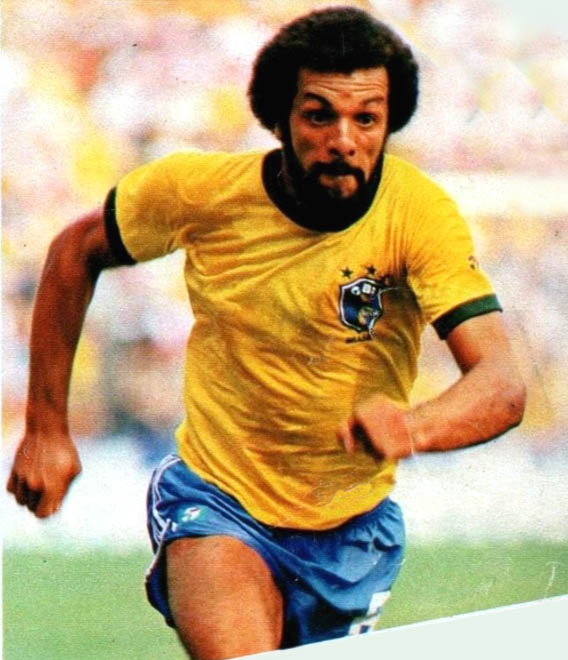
Жуніор у складі збірної Бразилії. 1983 рік

Народився 29 червня 1954 року в місті Жуан-Песоа. Вихованець футбольної школи клубу «Фламенго». Дорослу футбольну кар'єру розпочав 1974 року в основній команді того ж клубу, в якій провів десять сезонів, взявши участь у 192 матчах чемпіонату. Більшість часу, проведеного у складі «Фламенго», був основним гравцем команди. За цей час виборов титул володаря Кубка Лібертадорес, ставав володарем Міжконтинентального кубка.
Згодом, з 1984 по 1989 рік, грав в Італії у складі «Торіно» та «Пескари».
1989 року повернувся назад у «Фламенго», за який відіграв ще шість сезонів. За цей час додав до переліку своїх трофеїв титул володаря Кубка Бразилії.
Завершив професійну кар'єру футболіста виступами за «Фламенго» у 1993 році

## Виступи за збірну
У 1976 році, грав на Літніх Олімпійських іграх, де разом з бразильською командою зайняв четверте місце.
Того ж року дебютував в офіційних матчах у складі національної збірної Бразилії.
У складі збірної був учасником чемпіонату світу 1982 року в Іспанії, розіграшу Кубка Америки 1983 року у різних країнах, де разом з командою знову здобув «срібло», та чемпіонату світу 1986 року у Мексиці.
Протягом кар'єри у національній команді, яка тривала 17 років, провів у формі головної команди країни 70 матчів, забивши 6 голів.

## Титули і досягнення

### Командні
- Володар Кубка Бразилії (1):

«Фламенго»: 1990
- Володар Кубка Лібертадорес (1):

«Фламенго»: 1981
- Володар Міжконтинентального кубка (1):

«Фламенго»: 1981
- Володар Кубка Мітропи (1):

«Торіно»: 1991
- Срібний призер Кубка Америки (1):

Бразилія: 1983

### Особисті
- Володар «Срібного м'яча» Бразилії: 1980, 1983, 1984, 1991, 1992
- Володар «Золотого м'яча» Бразилії: 1992
- Включений до складу ФІФА 100: 2004